# Первомайское сельское поселение (Кашарский район)
Первомайское сельское поселение — муниципальное образование в Кашарском районе Ростовской области.
Административный центр поселения — село Первомайское.

## Административное устройство
В состав Первомайского сельского поселения входят:
- село Первомайское;
- хутор Вишневка;
- хутор Драчевка;
- хутор Краснояровка;
- село Россошь(572чел.);
- хутор Черниговка;
- хутор Чернигово-Песчаный.

## Население
| 2010  | 2012  | 2013  | 2014  | 2015  | 2016  | 2017  |
| ----- | ----- | ----- | ----- | ----- | ----- | ----- |
| 2938  | ↘2881 | ↗2919 | ↘2836 | ↘2789 | ↘2715 | ↘2700 |
| 2018  | 2019  | 2020  | 2021  |       |       |       |
| ↘2642 | ↘2587 | ↘2529 | ↘2479 |       |       |       |